# Silvère Ganvoula
Silvère Ganvoula M'Boussy (Brazzaville, 22 giugno 1996) è un calciatore congolese (Repubblica del Congo), attaccante del Monza e della nazionale congolese.

## Carriera

### Club
Il 21 giugno 2023 viene acquistato dallo Young Boys.
Il 2 febbraio 2025 viene acquistato dal Monza. Esordisce con i brianzoli il 9 febbraio successivo, giocando da titolare la partita in casa della Lazio, persa per 5-1. 

### Nazionale
Dopo aver precedentemente giocato in Under-20, ha esordito in nazionale maggiore nel 2014.

## Statistiche

### Presenze e reti nei club
Statistiche aggiornate al 18 maggio 2025.
| Stagione          | Squadra           | Campionato        | Campionato | Campionato | Coppe nazionali | Coppe nazionali | Coppe nazionali | Coppe continentali | Coppe continentali | Coppe continentali | Altre coppe | Altre coppe | Altre coppe | Totale | Totale | Totale |
| Stagione          | Squadra           | Comp              | Pres       | Reti       | Comp            | Pres            | Reti            | Comp               | Pres               | Reti               | Comp        | Pres        | Reti        | Pres   | Reti   |        |
| ----------------- | ----------------- | ----------------- | ---------- | ---------- | --------------- | --------------- | --------------- | ------------------ | ------------------ | ------------------ | ----------- | ----------- | ----------- | ------ | ------ | ------ |
| 2014-2015         | Raja Casablanca   | B1                | 4          | 0          | CT              | 0               | 0               | CCL                | 0                  | 0                  | -           | -           | -           | 4      | 0      |        |
| 2015-2016         | Elazığspor        | 1.L               | 16         | 5          | TK              | 2               | 0               | -                  | -                  | -                  | -           | -           | -           | 18     | 5      |        |
| 2016-2017         | Westerlo          | D1                | 26         | 9          | CB              | 0               | 0               | -                  | -                  | -                  | -           | -           | -           | 26     | 9      |        |
| set. 2017         | Anderlecht        | D1                | 1          | 0          | CB              | 0               | 0               | UCL                | -                  | -                  | SB          | 0           | 0           | 1      | 0      |        |
| set.-dic. 2017    | Malines           | D1                | 9          | 0          | CB              | 1               | 0               | -                  | -                  | -                  | -           | -           | -           | 10     | 0      |        |
| gen.-mag. 2018    | Anderlecht        | D1                | 8+7        | 3          | CB              | 0               | 0               | UCL                | -                  | -                  | SB          | 0           | 0           | 15     | 3      |        |
| Totale Anderlecht | Totale Anderlecht | Totale Anderlecht | 9+7        | 3          |                 | 0               | 0               |                    | -                  | -                  |             | 0           | 0           | 16     | 3      |        |
| 2018-2019         | Bochum            | 2BL               | 21         | 5          | CG              | 1               | 0               | -                  | -                  | -                  | -           | -           | -           | 22     | 5      |        |
| 2019-2020         | Bochum            | 2BL               | 28         | 13         | CG              | 2               | 3               | -                  | -                  | -                  | -           | -           | -           | 30     | 16     |        |
| 2020-2021         | Bochum            | 2BL               | 29         | 2          | CG              | 3               | 0               | -                  | -                  | -                  | -           | -           | -           | 32     | 2      |        |
| 2021-gen. 2022    | Bochum            | BL                | 9          | 0          | CG              | 1               | 0               | -                  | -                  | -                  | -           | -           | -           | 10     | 0      |        |
| gen.-giu. 2022    | Cercle Bruges     | D1                | 5          | 0          | CB              | 0               | 0               | -                  | -                  | -                  | -           | -           | -           | 5      | 0      |        |
| 2022-2023         | Bochum            | BL                | 16         | 0          | CG              | 0               | 0               | -                  | -                  | -                  | -           | -           | -           | 16     | 0      |        |
| Totale Bochum     | Totale Bochum     | Totale Bochum     | 103        | 20         |                 | 7               | 3               |                    | -                  | -                  |             | -           | -           | 110    | 23     |        |
| 2023-2024         | Young Boys        | SL                | 35         | 9          | CS              | 4               | 2               | UCL+UEL            | 8+2                | 0+1                | -           | -           | -           | 49     | 12     |        |
| 2024-gen. 2025    | Young Boys        | SL                | 18         | 5          | CS              | 1               | 0               | UCL                | 10                 | 1                  | -           | -           | -           | 29     | 6      |        |
| Totale Young Boys | Totale Young Boys | Totale Young Boys | 53         | 14         |                 | 5               | 2               |                    | 20                 | 2                  |             | -           | -           | 78     | 18     |        |
| gen.-giu. 2025    | Monza             | A                 | 7          | 0          | CI              | -               | -               | -                  | -                  | -                  | -           | -           | -           | 7      | 0      |        |
| Totale carriera   | Totale carriera   | Totale carriera   | 239        | 51         |                 | 15              | 5               |                    | 20                 | 2                  |             | 0           | 0           | 274    | 58     |        |

### Cronologia presenze e reti in Nazionale
| Cronologia completa delle presenze e delle reti in nazionale ― Rep. del Congo | Cronologia completa delle presenze e delle reti in nazionale ― Rep. del Congo | Cronologia completa delle presenze e delle reti in nazionale ― Rep. del Congo | Cronologia completa delle presenze e delle reti in nazionale ― Rep. del Congo | Cronologia completa delle presenze e delle reti in nazionale ― Rep. del Congo | Cronologia completa delle presenze e delle reti in nazionale ― Rep. del Congo | Cronologia completa delle presenze e delle reti in nazionale ― Rep. del Congo | Cronologia completa delle presenze e delle reti in nazionale ― Rep. del Congo |
| Data                                                                          | Città                                                                         | In casa                                                                       | Risultato                                                                     | Ospiti                                                                        | Competizione                                                                  | Reti                                                                          | Note                                                                          |
| ----------------------------------------------------------------------------- | ----------------------------------------------------------------------------- | ----------------------------------------------------------------------------- | ----------------------------------------------------------------------------- | ----------------------------------------------------------------------------- | ----------------------------------------------------------------------------- | ----------------------------------------------------------------------------- | ----------------------------------------------------------------------------- |
| 16-12-2013                                                                    | Bitam                                                                         | Rep. del Congo                                                                | 0 – 0 (4 – 5 dtr)                                                             | Rep. Centrafricana                                                            | Coppa CEMAC 2013 - 1º turno                                                   | -                                                                             | 55’                                                                           |
| 17-5-2014                                                                     | Windhoek                                                                      | Namibia                                                                       | 1 – 0                                                                         | Rep. del Congo                                                                | Qual. Coppa d'Africa 2015                                                     | -                                                                             | Ingresso                                                                      |
| 1-6-2014                                                                      | Pointe-Noire                                                                  | Rep. del Congo                                                                | 3 – 0                                                                         | Namibia                                                                       | Qual. Coppa d'Africa 2015                                                     | 1                                                                             | 73’                                                                           |
| 20-7-2014                                                                     | Pointe-Noire                                                                  | Rep. del Congo                                                                | 2 – 0                                                                         | Ruanda                                                                        | Qual. Coppa d'Africa 2015                                                     | -                                                                             | 46’                                                                           |
| 2-8-2014                                                                      | Pointe-Noire                                                                  | Ruanda                                                                        | 2 – 0 dts (4 – 3 dtr)                                                         | Rep. del Congo                                                                | Qual. Coppa d'Africa 2015                                                     | -                                                                             | Uscita                                                                        |
| 12-11-2016                                                                    | Kampala                                                                       | Uganda                                                                        | 1 – 0                                                                         | Rep. del Congo                                                                | Qual. Mondiali 2018                                                           | -                                                                             | 45+4’                                                                         |
| 10-6-2017                                                                     | Kinshasa                                                                      | RD del Congo                                                                  | 3 – 1                                                                         | Rep. del Congo                                                                | Qual. Coppa d'Africa 2019                                                     | -                                                                             | 65’                                                                           |
| 13-11-2019                                                                    | Dakar                                                                         | Senegal                                                                       | 2 – 0                                                                         | Rep. del Congo                                                                | Qual. Coppa d'Africa 2021                                                     | -                                                                             |                                                                               |
| 17-11-2019                                                                    | Brazzaville                                                                   | Rep. del Congo                                                                | 3 – 0                                                                         | Guinea-Bissau                                                                 | Qual. Coppa d'Africa 2021                                                     | 1                                                                             | 81’                                                                           |
| 9-10-2020                                                                     | Parchal                                                                       | Gambia                                                                        | 1 – 0                                                                         | Rep. del Congo                                                                | Amichevole                                                                    | -                                                                             | 80’                                                                           |
| 12-11-2020                                                                    | Brazzaville                                                                   | Rep. del Congo                                                                | 2 – 0                                                                         | eSwatini                                                                      | Qual. Coppa d'Africa 2021                                                     | -                                                                             |                                                                               |
| 16-11-2020                                                                    | Manzini                                                                       | eSwatini                                                                      | 0 – 0                                                                         | Rep. del Congo                                                                | Qual. Coppa d'Africa 2021                                                     | -                                                                             | 72’                                                                           |
| 30-3-2021                                                                     | Bissau                                                                        | Guinea-Bissau                                                                 | 3 – 0                                                                         | Rep. del Congo                                                                | Qual. Coppa d'Africa 2021                                                     | -                                                                             | 75’                                                                           |
| 2-9-2021                                                                      | Johannesburg                                                                  | Namibia                                                                       | 1 – 1                                                                         | Rep. del Congo                                                                | Qual. Mondiali 2022                                                           | -                                                                             | 82’                                                                           |
| 7-9-2021                                                                      | Brazzaville                                                                   | Rep. del Congo                                                                | 1 – 3                                                                         | Senegal                                                                       | Qual. Mondiali 2022                                                           | 1                                                                             | 88’                                                                           |
| 9-10-2021                                                                     | Lomé                                                                          | Togo                                                                          | 1 – 1                                                                         | Rep. del Congo                                                                | Qual. Mondiali 2022                                                           | -                                                                             | 65’                                                                           |
| 12-10-2021                                                                    | Brazzaville                                                                   | Rep. del Congo                                                                | 1 – 2                                                                         | Togo                                                                          | Qual. Mondiali 2022                                                           | -                                                                             | 46’                                                                           |
| 25-3-2022                                                                     | Adalia                                                                        | Rep. del Congo                                                                | 1 – 3                                                                         | Zambia                                                                        | Amichevole                                                                    | -                                                                             | 78’                                                                           |
| 29-3-2022                                                                     | Brazzaville                                                                   | Rep. del Congo                                                                | 1 – 2                                                                         | Sierra Leone                                                                  | Amichevole                                                                    | -                                                                             | 82’                                                                           |
| 10-9-2023                                                                     | Marrakech                                                                     | Gambia                                                                        | 2 – 2                                                                         | Rep. del Congo                                                                | Qual. Coppa d'Africa 2023                                                     | 1                                                                             | 76’                                                                           |
| 17-11-2023                                                                    | Ndola                                                                         | Zambia                                                                        | 4 – 2                                                                         | Rep. del Congo                                                                | Amichevole                                                                    | 1                                                                             |                                                                               |
| 25-3-2024                                                                     | Chambly                                                                       | Gabon                                                                         | 1 – 1                                                                         | Rep. del Congo                                                                | Amichevole                                                                    | -                                                                             |                                                                               |
| 11-6-2024                                                                     | Agadir                                                                        | Marocco                                                                       | 6 – 0                                                                         | Rep. del Congo                                                                | Qual. Mondiali 2026                                                           | -                                                                             | 78’                                                                           |
| 5-9-2024                                                                      | Brazzaville                                                                   | Rep. del Congo                                                                | 1 – 0                                                                         | Sudan del Sud                                                                 | Qual. Coppa d'Africa 2025                                                     | -                                                                             |                                                                               |
| 9-9-2024                                                                      | Kampala                                                                       | Uganda                                                                        | 2 – 0                                                                         | Rep. del Congo                                                                | Qual. Coppa d'Africa 2025                                                     | -                                                                             |                                                                               |
| 11-10-2024                                                                    | Port Elizabeth                                                                | Sudafrica                                                                     | 5 – 0                                                                         | Rep. del Congo                                                                | Qual. Coppa d'Africa 2025                                                     | -                                                                             | 59’                                                                           |
| 15-10-2024                                                                    | Brazzaville                                                                   | Rep. del Congo                                                                | 1 – 1                                                                         | Sudafrica                                                                     | Qual. Coppa d'Africa 2025                                                     | -                                                                             |                                                                               |
| 14-11-2024                                                                    | Juba                                                                          | Sudan del Sud                                                                 | 3 – 2                                                                         | Rep. del Congo                                                                | Qual. Coppa d'Africa 2025                                                     | -                                                                             | 68’                                                                           |
| 19-11-2024                                                                    | Brazzaville                                                                   | Rep. del Congo                                                                | 0 – 1                                                                         | Uganda                                                                        | Qual. Coppa d'Africa 2025                                                     | -                                                                             | 81’                                                                           |
| Totale                                                                        |                                                                               | Presenze                                                                      | 29                                                                            |                                                                               | Reti                                                                          | 5                                                                             |                                                                               |

## Palmarès

### Club

#### Competizioni nazionali
- Campionato tedesco di seconda divisione: 1

Bochum: 2020-2021
- Campionato svizzero: 1

Young Boys: 2023-2024